# Jadran (1931)
El Jadran es un buque escuela con propulsión mixta mediante velas y un motor de combustión interna construido para la Armada del Reino de Yugoslavia y propiedad de la Armada de Montenegro. Fue construido en el astilleros [H. C. Stülcken Sohn]] de Hamburgo, donde fue botado el 25 de julio de 1931. La construcción, tuvo un coste de : 8 407 030 dinares, o su equivalente de 622 743 Reich Mark, y fue financiado en parte por la organización Jadranska Guard  y en parte por un préstamo de las cantidades reservadas para reparaciones de la armada.

## El buque
El Jadran es una goleta-bergantín con un desplazamiento de 776 toneladas, y una eslora de 60 m. Su manga alcanza los 8,90 m, y su calado medio es de 4,05 m, El palo mayor, tiene una altura de 39,1 m, y su cubierta una superficie total de 93,3 m². La longitud total de los cables, es de 11 kilómetros. El motor principal es un "Burmaister-Alpha" que desarrolla 353 kN, y le permiten alcanzar una velocidad máxima de 10,4 nudos. Dispone de tres cabinas individuales, dos dobles, tres para cuatro personas, un sollado para doce y otro para treinta.

## Historial

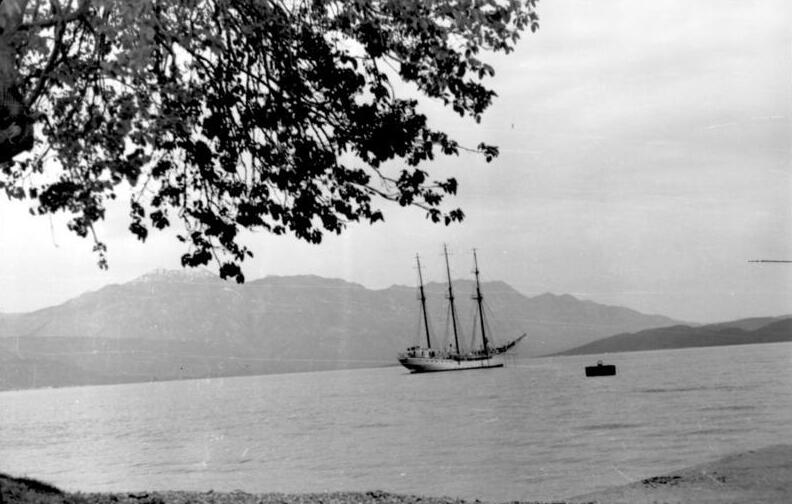
El Jadran en Kotor en 1941

El 16 de julio de 1933, a las 10:00, el buque arribó a Tivat, y fue asignado en la Armada Real de Yugoslavia el 19 de agosto de 1933, aunque la ceremonia de alta, que incluía salvas de cañón, tuvo que aguardar hasta el 6 de septiembre en Split. La ceremonia, que duró tres días, contó con representantes políticos y militares de todo el país. El buque se unió a la flota del Adriático, el 25 de junio de 1934. El buque, cruzó el Mediterráneo varias veces en esos años, y el Atlántico en tres ocasiones.
Durante la invasión alemana de Yugoslavia en abril de 1941, el buque tenía su base en Kotor. Desde el buque, se comandaba la defensa submarina y la defensa del sector sur de la base naval. No se pudo completar la tripulación, debido a los requerimientos de otras unidades de la flota yugoslava, por lo que no fue posible hacerse a la mar.
A pesar de los bombardeos aéreos, la tripulación permaneció a bordo, disparando incluso contra los aviones enemigos en vuelo rasante, hasta que el 17 de abril, fue hundido el destructor Zagreb. Tras rendirse, la Regia Marina, lo usó como buque escuela con el nuevo nombre de Marco Polo. Tras la rendición de Italia en 1943, el buque quedó abandonado en Venecia , su equipo, fue saqueado, y al final de la contienda, era utilizado como puente en uno de los canales venecianos.
A petición del gobierno de la República Federal Socialista de Yugoslavia, el buque fue devuelto a Tivat. Las tareas de restauración comenzaron el 21 de abril de 1947 en Sava Kovačević, y finalizaron el 17 de diciembre de 1948. El buque, empezó a formar parte de la escuela naval Vojnopomorskog en Divulje , Croacia.
Entre 1956 y 1957, se realizaron reparaciones generales y reconstrucción en Tivat. El buque, fue desmantelado e inventariado por completo, se desmontó la cubierta, se instalaron nuevos equipos, velas y mástiles. Diez años después, el buque volvió a ser nuevamente reconstruido en el arsenal de Tivat.
El Jadran navegó hasta Barcelona en 2008 como parte de un evento organizado por la Unión Internacional para la Conservación de la Naturaleza, el World Conservation Congress de 2008. Navegó junto a otros 20 veleros y dos buques de investigación.